# Carapus dubius
Carapus dubius is een  straalvinnige vissensoort uit de familie van parelvissen (Carapidae). De wetenschappelijke naam van de soort is voor het eerst geldig gepubliceerd in 1874 door Putnam.
De soort staat op de Rode Lijst van de IUCN als Onzeker, beoordelingsjaar 2007.